# Atto amministrativo generale
Un atto amministrativo generale è un provvedimento amministrativo che contiene norme generali, ma non astratte. Il termine può anche essere usato in senso più ampio, includendovi tutti i provvedimenti amministrativi che contengono norme generali, astratte o meno; nel seguito si farà comunque riferimento solo al significato più ristretto.

## Requisiti e catalogazioni
La mancanza dell'astrattezza distingue l'atto amministrativo generale dall'atto normativo, le cui norme possiedono anche questo carattere. Inoltre, le norme del primo, a differenza di quelle del secondo, non possiedono il carattere dell'innovatività, non avendo la capacità di innovare stabilmente l'ordinamento giuridico. Pertanto, l'atto amministrativo generale, a differenza dell'atto normativo, non può essere considerato fonte del diritto. Va comunque tenuto presente che, nella pratica, non è sempre agevole ascrivere i singoli atti amministrativi, come configurati dal diritto positivo, all'una piuttosto che all'altra categoria.
L'atto amministrativo generale si rivolge ad una pluralità di destinatari, non determinati o determinabili a priori ma soltanto a posteriori, ossia al momento dell'applicazione; questo lo distingue dall'atto amministrativo plurimo e dall'atto amministrativo collettivo, che si rivolgono ad una pluralità di destinatari specificamente individuati o individuabili a priori (l'atto plurimo, a differenza del collettivo, per quanto unico dal punto di vista formale, si può pensare divisibile in singoli atti, uno per ciascun destinatario). Le prescrizioni di un atto plurimo o collettivo non sono né generali, né astratte, non diversamente da quelle di un atto amministrativo puntuale (o speciale), che si rivolge ad un soggetto determinato.

## Ordinamento italiano
Nell'ordinamento italiano, tipici esempi di atto amministrativo generale sono il bando di gara e il bando di concorso, atto di una procedura di evidenza pubblica il primo, di un concorso pubblico il secondo, con il quale viene resa nota l'esistenza della procedura stessa e se ne disciplina lo svolgimento. Dibattuta è, invece, l'appartenenza a questa categoria, piuttosto che a quella degli atti normativi, dei provvedimenti che stabiliscono prezzi e tariffe (cosiddetti provvedimenti prezzi) e dei piani regolatori: l'opinione prevalente considera i primi atti amministrativi generali, i secondi atti di natura mista, in parte amministrativi generali, in parte normativi.
L'appartenenza di un atto all'una piuttosto che all'altra categoria non è priva di conseguenze giuridiche, giacché solo in relazione agli atti normativi trovano applicazione i principi espressi dai brocardi iura novit curia e ignorantia legis non excusat, i criteri interpretativi stabiliti nell'art. 12 delle Preleggi e la necessità di adeguate forme di pubblicità. Inoltre, il potere di emanare atti normativi deve essere espressamente conferito dalla legge, mentre si ritiene che nella competenza amministrativa attribuita ad un organo sia implicitamente incluso il potere di emanare atti amministrativi generali. Infine, l'atto amministrativo generale, ma non l'atto normativo, può essere derogato da un atto amministrativo, sempre che quest'ultimo giustifichi con un'adeguata motivazione la deroga (in mancanza, sarebbe viziato da eccesso di potere).
Per quanto distinti, atti amministrativi generali e atti normativi sono accomunati, nella disciplina del procedimento amministrativo, contenuta nella legge 7 agosto 1990, n. 241, dalla sottrazione all'obbligo di motivazione (art. 3, comma 2) e dall'inapplicabilità delle norme sulla partecipazione al procedimento (art. 13, comma 1).